# اچ‌سی‌جی
گنادوتروپین جفتی انسان یا به اختصار HCG (به انگلیسی: Human chorionic gonadotropin) از هورمون‌هایی است که در حین حاملگی تولید می‌شود. این هورمون توسط سلول‌های تروفوبلاست که جنین در حال رشد را احاطه کرده‌اند، ترشح می‌شود که تخم را پس از لانه‌گزینی در رحم تغذیه می‌کند. وجود اچ‌سی‌جی در برخی از تست‌های بارداری (تست نوار بارداری HCG) تشخیص داده می‌شود. برخی از تومورهای سرطانی نیز این هورمون را تولید می‌کنند. اچ‌سی‌جی اولین بار حدود ۱۱ روز پس از لقاح در خون و بین ۱۲ تا ۱۴ روز پس از لقاح در ادرار قابل اندازه‌گیری است. به‌طور طبیعی مقدار اچ‌سی‌جی هر ۴۸ ساعت دوبرابر می‌شود. سطح این هورمون در هفته‌های ۸ تا ۱۱ به حداکثر خود رسیده و سپس در ادامه حاملگی کاهش می‌یابد.

## تولید
پس از لقاح، سلول تخم شروع به تکثیر کرده و بلاستوسیت را به وجود می‌آورد. در اطراف سلول‌های بلاستوسیست، سلول‌های تروفوبلاست و سلول‌های تروفوبلاست به وجود می‌آیند. سلول‌های تروفوبلاست، اولین سلول‌هایی هستند که هورمون hCG را تولید می‌کنند. هورمون hCG تولید شده از سلول‌های تروفوبلاست، بر روی جسم زرد اثر گذاشته و از تحلیل رفتن آن جلوگیری می‌کند. پروژسترون تولید شده از جسم زرد، بر روی سلول‌های دیواره رحم اثر گذاشته و از ریزش آن‌ها جلوگیری کرده و بدین ترتیب، زمینه را برای لانه گزینی و شروع حاملگی آماده می‌کند. در روز ۲۲، لانه گزینی انجام می‌شود و با تشکیل جفت، تولید هورمون‌های hCG و پروژسترون، توسط سلول‌های جفت انجام می‌گیرد.

## مقدار در طول بارداری
سطح hCG پس از لقاح و لانه گزینی به‌طور تصاعدی رشد می‌کند. سطح hCG معمولاً در حدود هفته‌های ۸ تا ۱۱ بارداری به اوج خود می‌رسد و به‌طور کلی در سه‌ماهه اول در مقایسه با سه‌ماهه دوم بالاتر است.
در زیر لیستی از سطوح سرمی hCG آورده شده‌است:
LMP آخرین دوره قاعدگی است که از اولین روز آخرین قاعدگی شروع می‌شود.
| مقدار هفته پس از LMP | mIU/mL           |
| -------------------- | ---------------- |
| ۳                    | ۵ – ۵۰           |
| ۴                    | ۵ – ۴۲۸          |
| ۵                    | ۱۸ – ۷٬۳۴۰       |
| ۶                    | ۱٬۰۸۰ – ۵۶٬۵۰۰   |
| ۷ – ۸                | ۷٬۶۵۰ – ۲۲۹٬۰۰۰  |
| ۹ – ۱۲               | ۲۵٬۷۰۰ – ۲۸۸٬۰۰۰ |
| ۱۳ – ۱۶              | ۱۳٬۳۰۰ – ۲۵۴٬۰۰۰ |
| ۱۷ – ۲۴              | ۴٬۰۶۰ – ۱۶۵٬۴۰۰  |
| ۲۵ – ۴۰              | ۳٬۶۴۰ – ۱۱۷٬۰۰۰  |
| زنان غیر باردار      | <۵٫۰             |
| زنان یائسه           | <۹٫۵             |

## سطوح در بدن

### مقادیر پایین
مقادیر پایین اچ‌سی‌جی علل مختلفی می‌تواند داشته باشد و می‌بایست آزمایش طی ۷۲–۴۸ بعد تکرار شود تا با توجه به تغییرات سطح هورمون بتوان قضاوت نمود. سطوح پایین اچ‌سی‌جی می‌تواند نشاندهنده موارد زیر باشد:
- اشتباه در تعیین سن حاملگی
- احتمال سقط
- حاملگی نابجا

مقادیر بالا
مقادیر بالا اچ‌سی‌جی علل مختلفی می‌تواند داشته باشد و می‌بایست آزمایش طی ۷۲–۴۸ بعد تکرار شود تا با توجه به تغییرات سطح هورمون بتوان قضاوت نمود. سطوح بالای اچ‌سی‌جی می‌تواند نشاندهنده موارد زیر باشد:
- اشتباه در تخمین سن حاملگی
- حاملگی مولار
- چندقلویی

مقدار این هورمون به‌طور معمول توسط پزشکان دوباره اندزاه‌گیری نمی‌شود مگر این که مشکلی به وجود آمده باشد. در صورت خونریزی، درد شدید شکمی یا سابقه سقط ممکن است پزشک این آزمایش را تکرار کند.
هیچ عاملی نمی‌تواند مقدار این هورمون را تحت تأثیر قرار دهد بجز داروهایی که حاوی این هورمون باشند. این داروها برای درمان نازایی مورد استفاده قرار می‌گیرد و پزشک در مورد زمان انجام این آزمایش پس از دریافت این داروها، شما را راهنمایی خواهد نمود. سایر داروها مثل آنتی‌بیوتیک‌ها، ضد دردها، قرص‌های ضدبارداری خوراکی یا سایر داروهای هورمونی هیچ تأثیر بر مقدار این هورمون نخواهند داشت.

## آثار فیزیولوژیک
هورمون اچ‌سی‌جی گنادوتروپین جفتی انسان در خانم‌های حامله در جفت ساخته و به خون مادر ترشح می‌شود و نقش مهمی در ادامه حاملگی دارد و نیز باعث تحریک ترشح هورمون پروژسترون می‌شود. اندازه‌گیری سطح این هورمون در ادرار یا خون از روش‌های اصلی تعیین حاملگی می‌باشد.

## موارد مصرف
این هورمون در درمان و در تشخیص کریپتورکیدیسم (نهان بیضگی) قبل از بلوغ که به دلیل انسداد آناتومیک نباشد، مصرف می‌شود. این فراورده همچنین در درمان ناباروری ناشی از بی کفایتی عملکرد هیپوفیز در مردان و نیز نازایی در خانمها، به تنهایی یا در ترکیب با منوتروپینها یا کلومیفن استفاده می‌شود. علاوه بر این در تشخیص کم‌کاری غدد جنسی در مردان، نارسایی جسم زرد و نیز به منظور تحریک تخمک گذاری در عمل باروری خارج از بدن (IVF) کاربرد دارد.
مکمل استروئید آنابولیک
هنگامی که از استروئیدهای آنابولیک بصورت اگزوژن در بدن سوءاستفاده می‌شود، حلقه‌های بازخورد منفی طبیعی باعث می‌شود بدن تولید تستسترون خود را از طریق خاموش کردن محور هیپوتالاموس-هیپوفیز-گناد متوقف کند.
این باعث آتروفی بیضه و موارد دیگر می‌شود. (HCG) معمولاً در طول و بعد از چرخه‌های استروئیدی برای حفظ و بازیابی اندازه بیضه و همچنین تولید طبیعی تستوسترون استفاده می‌شود. سطوح بالای (AAS)ها که تستوسترون طبیعی بدن را تقلید می‌کنند، هیپوتالاموس را تحریک می‌کند تا تولید هورمون آزادکننده گنادوتروپین (GnRH) را از هیپوتالاموس متوقف کند. بدون (GnRH)، غده هیپوفیز ترشح هورمون لوتئینی (LH) را متوقف می‌کند. LH به‌طور معمول از هیپوفیز از طریق جریان خون به بیضه‌ها می‌رود، جایی که باعث تولید و آزاد شدن تستوسترون می‌شود. بدون (LH)، بیضه‌ها تولید تستوسترون خود را متوقف می‌کنند.
در مردان، (HCG) با تقلید (LH) و تحریک تولید و آزادسازی تستوسترون به بازیابی و حفظ تولید تستوسترون در بیضه‌ها کمک می‌کند. اگر (HCG) برای مدت طولانی و در دوز بسیار بالا استفاده شود، افزایش تستوسترون طبیعی و استروژن در نهایت از طریق بازخورد منفی در هیپوتالاموس و غده هیپوفیز، تولید درون‌زای هورمون لوتئینیزی را مهار می‌کند.

## مکانیسم اثر
تأثیر هورمون گنادوتروپین جفتی انسان اغلب همانند LH می‌باشد. با تقلید پیک طبیعی LH، در زنان موجب تحریک تخمک گذاری و در مردان موجب افزایش تولید آندروژن توسط بیضه‌ها می‌گردد.

## عوارض جانبی
- خونریزی‌های واژینال
- افزایش بروز عواقب ترومبوآمبولیک
- تحریک بیش از حد تخمدان و کیست تخمدان

## موارد منع مصرف و احتیاط
اعصاب مرکزی: سردرد، خستگی، تحریکپذیری، بی‌قراری، افسردگی.
ادراری ـ تناسلی: بلوع زودرس (رشد بیضه‌ها، رشد آلت تناسلی، رشد موهای ناحیه زهار و زیر بغل، تغییر صدا، رشد موهای بدن)، تحریک بیش از حد (بزرگی تخمدان‌ها)، پارگی کیست‌های تخمدان (بعد از مصرف گونادوتروپین‌ها).
موضعی: درد در محل تزریق.
سایر عوارض: ژنیکوماستی، ادم.